# Allocharopa tarravillensis
Allocharopa tarravillensis é uma espécie de gastrópode  da família Charopidae.
É endémica da Austrália.